# Hephaestus adamsoni
Hephaestus adamsoni är en fiskart som först beskrevs av Trewavas, 1940.  Hephaestus adamsoni ingår i släktet Hephaestus och familjen Terapontidae. IUCN kategoriserar arten globalt som sårbar. Inga underarter finns listade i Catalogue of Life.